# Chapelle Saint-Jean-Baptiste de Gap
La chapelle Saint-Jean-Baptiste est une chapelle du diocèse de Gap et d'Embrun située à Gap, dans les Hautes-Alpes.

## Historique et architecture
Elle est située dans le hameau de Saint-Jean.